# Gregor III. Laham

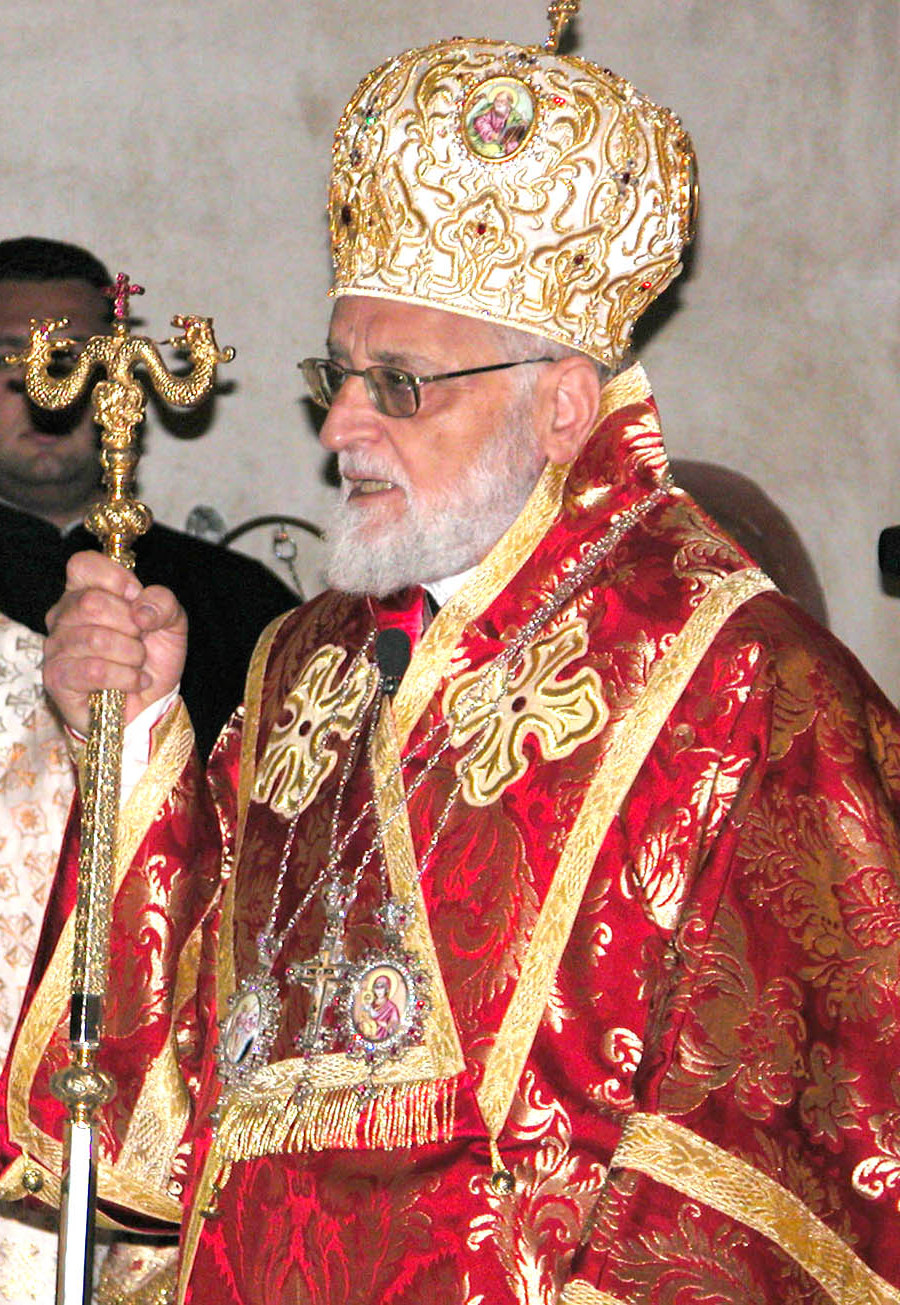
Gregorios III., Patriarch emeritus von Antiochien

Gregor III. Laham BS (arabisch غريغوريوس الثالث لحام; bürgerlich: Lutfi Laham, arabisch لطفي لحام; * 15. Dezember 1933 in Darayya) ist ein syrischer Geistlicher. Er ist Patriarch emeritus von Antiochien und dem Ganzen Orient, von Alexandrien und von Jerusalem und war von 2000 bis 2017 das Oberhaupt der melkitischen griechisch-katholischen Kirche, die mit der römisch-katholischen Kirche uniert ist.

## Leben
Gregor wurde unter dem Namen Lutfi Laham geboren. Von 1941 bis 1943 lebte er in einem Waisenhaus im Libanon. Von 1943 bis 1956 erhielt er im Seminar des Ordens der Basilianer vom Heiligsten Erlöser im Kloster Saint-Sauveur im Libanon seine schulische Grundausbildung und studierte Philosophie sowie Theologie. Am 15. August 1949 legte er seine zeitlichen Gelübde ab, am 20. Januar 1952 folgten die ewigen Gelübde. 1956 wurde das Mutterkloster Saint-Sauveur bei einem Erdbeben erheblich in Mitleidenschaft gezogen. Er ging 1956 zum Weiterstudium nach Rom. Die Priesterweihe empfing er am 15. Februar 1959 in Santa Maria di Grottaferrata. Seit 1959 pflegte er intensive Kontakt mit Deutschland und hatte einen Stützpunkt in München. Er wurde Mitglied von Pax Christi Deutschland. 1961 promovierte er in Orientalischer Theologie am Päpstlichen Orientalischen Institut in Rom. Von 1961 bis 1964 war er Regens am Priesterseminar St. Sauveur. Von 1966 bis 1969 hatte er die Leitung des Priesterseminars in Jeita, Beirut, inne, wo er auch als Dozent Theologie und Liturgie lehrte. 1969/70 hielt er sich ein ganzes Jahr in Deutschland auf um für seine vielen Aktivitäten (Waisenhaus, ökumenische Zeitschrift Al-Wahda, Freundeskreis Das Band etc.) Geld zu sammeln. Insbesondere arbeitete er mit Herta Figelius, der Generalleiterin des Christkönig-Institutes in Meitingen zusammen. 1972 wurde er Sekretär der ékumenischen und Liturgischen Kommission der griechisch-orthodoxen und katholischen Kirche von Antiochien.
Im Jahr 1974 erfolgte durch Patriarch Maximos V. die Ernennung zunächst zum Administrator, dann zum Patriarchalvikar des Patriarchat von Jerusalem der Melkitischen Griechisch-Katholischen Kirche in Jerusalem. Es folgten zahlreiche Initiativen, wie die Gründung eines Zentrums für religiöse Ausbildung von Laien in Jerusalem an der Universität von Bethlehem, Gründung mehrerer mehrsprachiger Buchhandlungen, Kliniken, Pfarrzentren und weiteres.
1981 wurde er durch Patriarch Maximos V. Titularerzbischof von Tarsus geweiht. Weitere Initiativen setzte er um, wie die Errichtung eines Zentrums für orientalische Kirchen in Jerusalem. Von 1987 bis 1989 übernahm er zudem die Leitung des Priesterseminars St. Sauveur in Beit Sahour. 1997 erfolgte zudem die Ernennung zum Patriarchaladministrator in der Eparchie von Galiläa. 1999 war er Präsident des interreligiösen israelischen Verbandes und 2000 Leiter des Symposiums der orientalischen Bischöfe aus Osteuropa in Jerusalem.
Am 29. November 2000 wählte die Bischofssynode der Melkitischen Griechisch-Katholischen Kirche in Raboueh, Libanon, den amtierenden Patriarchalvikar von Jerusalem, Lufti Laham, zum Bischof von Damaskus und zum Oberhaupt der melkitisch-katholischen Kirche zum Patriarchen von Antiochien, dem ganzen Orient, von Alexandrien und Jerusalem. Er trägt seitdem den Namen Gregorios III. Wie die Kardinäle der katholischen Kirche hat auch Patriarch Gregorios III. in Rom seine eigene Titelkirche, Santa Maria in Cosmedin.
Gregor III. spricht Arabisch, Englisch, Spanisch, Französisch, Deutsch, Griechisch, Italienisch und Lateinisch. Er reist viel in der Welt herum, um auf die schwierige Situation der Christen in Syrien aufmerksam zu machen. Er plädiert auch für einen Dialog aller beteiligten Parteien in Syrien, um den Bürgerkrieg zu beenden. In einem Interview mit der Frankfurter Allgemeinen Zeitung Anfang November 2015 kritisierte er die deutsche Flüchtlingspolitik. Im selben Interview verteidigte er Syriens Staatschef Baschar al-Assad. Er „könne die negative Sicht auf Assad nicht teilen“. „‚Ich weiß nicht, was die Leute gegen ihn haben‘, so der Patriarch wörtlich.“
Papst Franziskus nahm am 6. Mai 2017 seinen Rücktritt als Patriarch an. Jean-Clément Jeanbart war als dienstältester Bischof Apostolischer Administrator bis zur Wahl des Nachfolgers Joseph I. Absi am 21. Juni 2017.

## Veröffentlichungen (Auswahl)

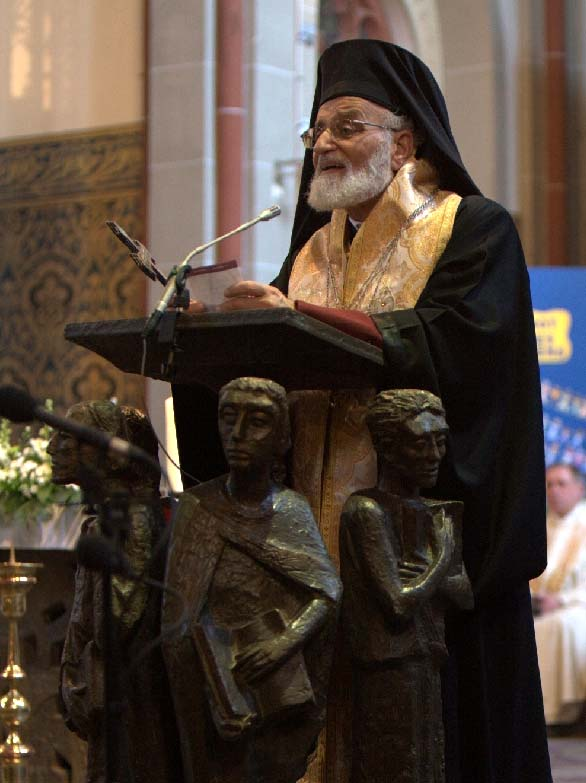
Seine Seligkeit Patriarch Gregorios III. bei einer Investiturfeier des Humanitären Grosspriorates Europa des „Lazarus-Ordens“ in Krefeld-Hüls

- Die Chrysostomus-Liturgie: eine Hinführung und Erklärung. 2002, ISBN 3-933001-43-9.
- Einübung in den geistlichen Weg der Chrysostomus-Liturgie. 1999, ISBN 3-933001-36-6.
- Einführung in das geistliche Leben des Byzantinischen Ritus. 1990, arabisch.
- Al-Wahada Quarterly (1962–1981) (Einheit im Glauben, die erste ökumenische Zeitschrift in arabischer Sprache)
- vier Bände liturgische Gebete in arabischer Sprache
- Die Stimme des Hirten. Arabische Predigten.

## Auszeichnungen
- 2012: Muhammad-Nafi-Tschelebi-Preis[6]